# غلوريا ماركوس
غلوريا ماركوس (بالإنجليزية: Gloria Monty)‏ هي كاتبة سيناريو ومخرجة أمريكية، ولدت في 12 أغسطس 1921 في ألينهورست في الولايات المتحدة، وتوفيت في 30 مارس 2006 في رانتشو ميراج في الولايات المتحدة بسبب سرطان.

## وصلات خارجية
- غلوريا ماركوس على موقع IMDb (الإنجليزية)
- غلوريا ماركوس على موقع أول موفي (الإنجليزية)
- غلوريا ماركوس على موقع قاعدة بيانات الفيلم (الإنجليزية)
- غلوريا ماركوس على موقع كينوبويسك (الروسية)